# Amitaón
En la mitología griega, Amitaón (en griego antiguo, Ἀμυθάων) era hijo de Creteo y Tiro, y hermano de Esón y Feres. Vivió en Pilos en Mesenia y tuvo a Biante y Melampo con Aglaya según Diodoro Sículo o con Idómene según otra tradición transmitida en la Biblioteca mitológica. También tuvo una hija, sin especificar la consorte, Eolia (esposa de Calidón)o bien Perimela (madre de Ixión). Según Píndaro. Él y otros miembros de su familia fueron a Yolco para interceder ante Pelias en nombre de Jasón. Pausanias lo menciona entre aquellos a quienes se atribuye la restauración de los Juegos Olímpicos.